# パトリック・ジョセフ・リネハン
パトリック・ジョセフ・リネハン（英語: Patrick Joseph Linehan、1953年1月22日 - ）は、アメリカ合衆国の外交官。元大阪・神戸アメリカ総領事、関西領事団長。

## 来歴
1953年、双子の弟としてフロリダ州で生まれ、幼少の頃ボストンで育ち、アリゾナ州テンピの公立高校を卒業。1974年、アリゾナ州立大学で学士号、1977年、ウィスコンシン大学マディソン校で修士号を取得。1984年、アメリカ広報・文化交流庁入庁。外交官として世界各国を回り、その中に日本（後述）が含まれている。2011年から2014年まで大阪・神戸アメリカ総領事として奉職した。
在大阪・神戸総領事時代の途中から離任まで、関西領事団長を務めていた。

## 私生活
リネハンは同性愛者（ゲイ）で幼少の頃、双子の兄ジェームスが異性に好意を抱くに対し、彼は同性に惹かれることに気づき、少年期に通学したカトリック系の学校で同級生から侮辱を受け続けた。大学生の頃、自分の同性愛を認め妹に告白した。だが一家はカトリック教会信者であり両親に告白できず、また当時のアメリカは同性愛に対する厳しい視線があったため公にはできなかった。しかしレズビアンである妹と兄にはカミングアウトした。その後、父に同性愛者であることを告白した。
2002年に赴任先の日本で日系ブラジル人男性エマーソン・カネグスケと出合い、2007年にカナダ・オタワで同性結婚をした。
2018年9月8日、エマーソン・カネグスケが階段から転落後、脳死判定を受け死別。
2021年7月3日、再婚。